# Fort Carré

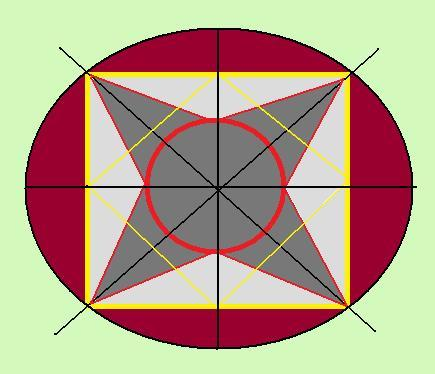
La construcción geométrica de Fuerte Cuadrado

Fort Carré, a menudo llamado Fort Carré d'Antibes, es una fortaleza en forma de estrella del siglo XVI con cuatro bastiones en forma de punta de flecha, que se encuentra en las afueras de Antibes, Francia. Henri de Mandon construyó el fuerte y luego, durante el siglo XVII, el marqués de Vauban lo renovó.

## Historia
Las primeras fortificaciones en Antibes fueron construidas probablemente por los romanos. En 1553 se construyó una torre llamada la torre de Saint-Florent alrededor de una capilla preexistente. Enrique III agregó cuatro bastiones en 1565, con lo que se convirtió en el Fuerte Cuadrado (Fort Carré).
En la década de 1680, Vauban fortaleció Fuerte Cuadrado, añadiendo travesaños para protegerse contra el fuego de rebote y cambiar los parapetos de piedra, que eran propensos a dispersar astillas mortales cuando eran golpeados por los disparos, por otros de ladrillo. Vauban también amplió las troneras y añadió muros exteriores a la fortificación.
Más tarde, el diseño del fuerte fue modificado para poder instalar hasta dieciocho cañones. La entrada al fuerte se realiza a través de una obra triangular que sobresale de las paredes, y que está cerrada por una pesada puerta de madera. Desde aquí, hay un puente angosto que conduce al propio fuerte por el flanco de uno de los bastiones con punta de flecha. En el interior, hay edificios de barracones para oficiales y soldadoss, así como la antigua capilla, que se ha conservado a través de las sucesivas etapas del desarrollo militar del sitio.
Además de mejorar las defensas de Fuerte Cuadrado, Vauban fortificó también Antibes, agregando un frente de tierra de cuatro bastiones con cabeza de flecha alrededor de la ciudad, así como fortificaciones hacia el mar, incluyendo un bastión en el rompeolas que cierra el puerto.
Durante la Revolución Francesa, Napoleón Bonaparte fue brevemente encarcelado aquí. En julio de 1794, después del violento derrocamiento de Robespierre, el general Bonaparte fue detenido como simpatizante de los jacobinos y recluido en Fuerte Cuadrado durante diez días. Su amigo y aliado político, Antoine Christophe Saliceti, aseguró su liberación

Después, en 1860, el fuerte jugó un papel importante cuando Francia anexionó Niza.

## Galería

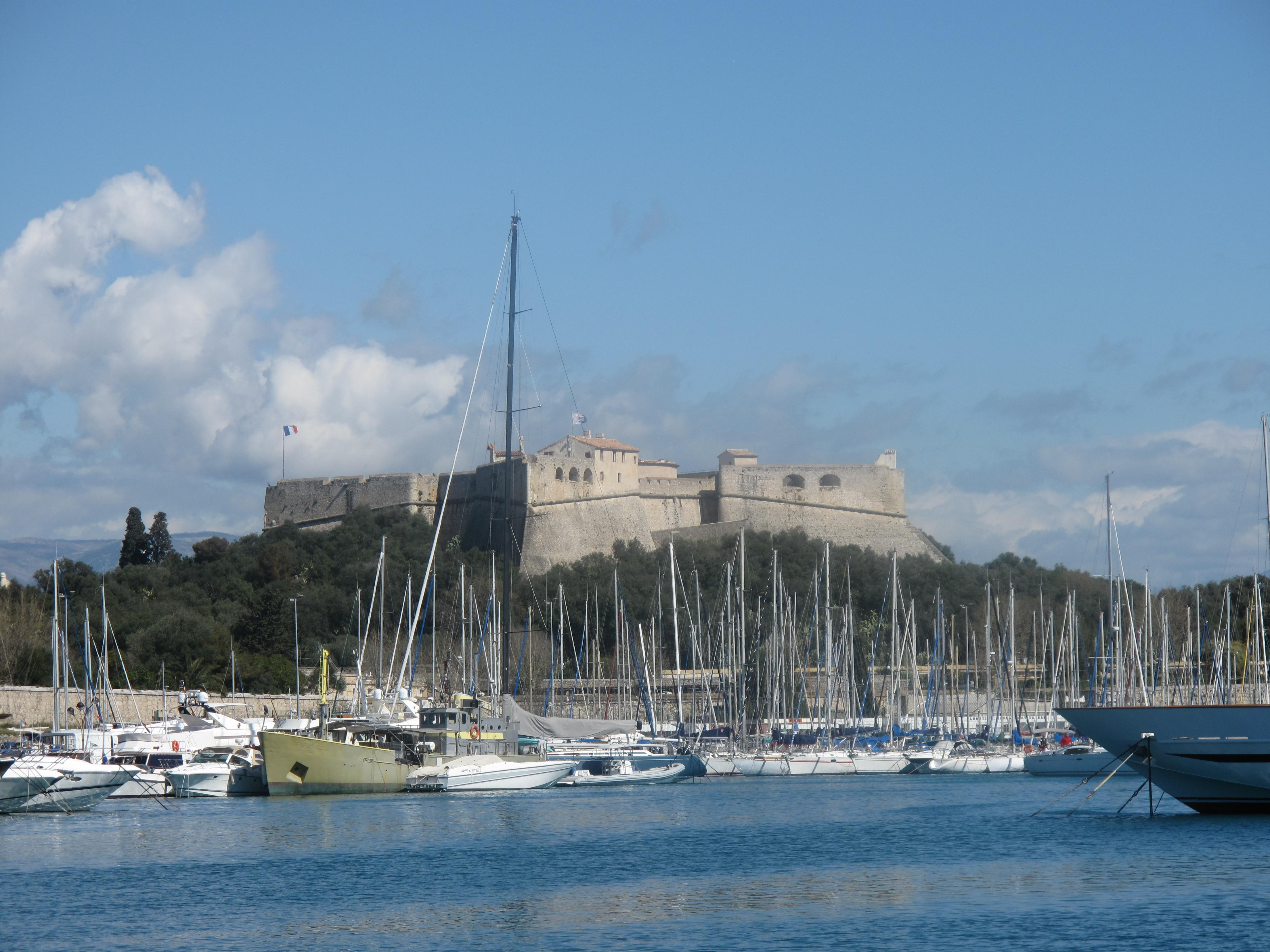
Vista del puerto
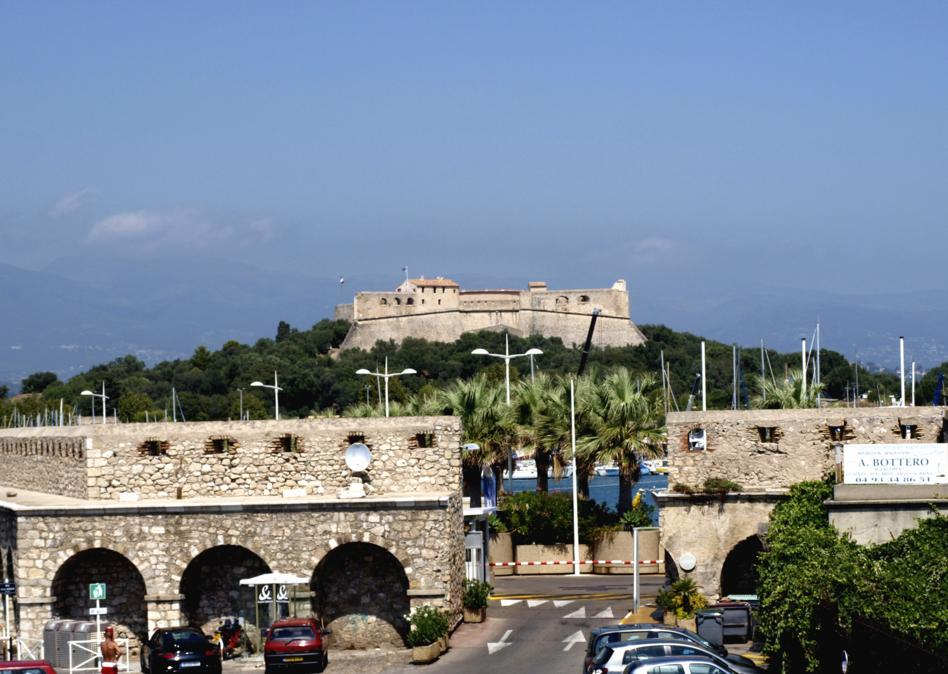
Vista metropolitana
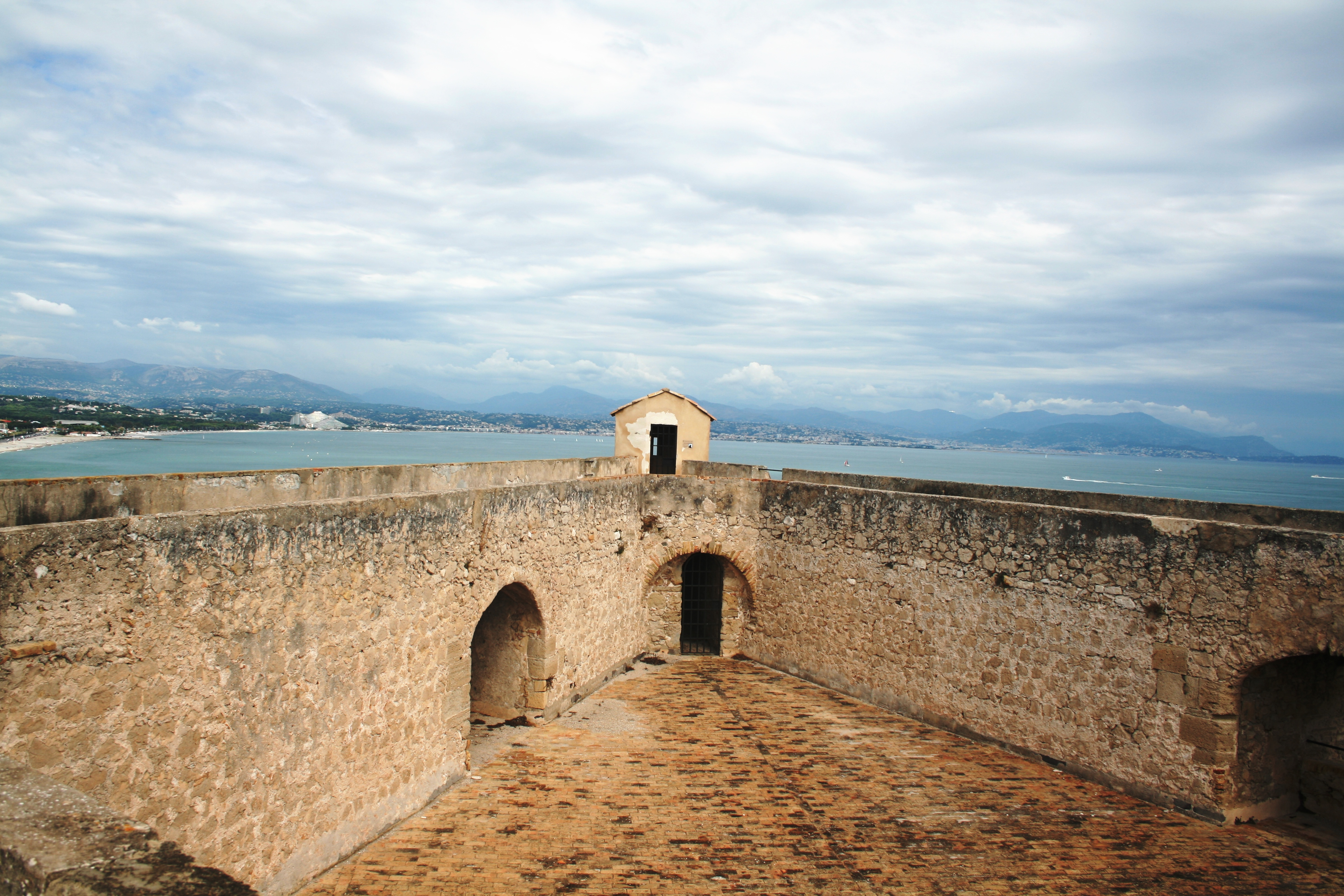
Patio, lado del este
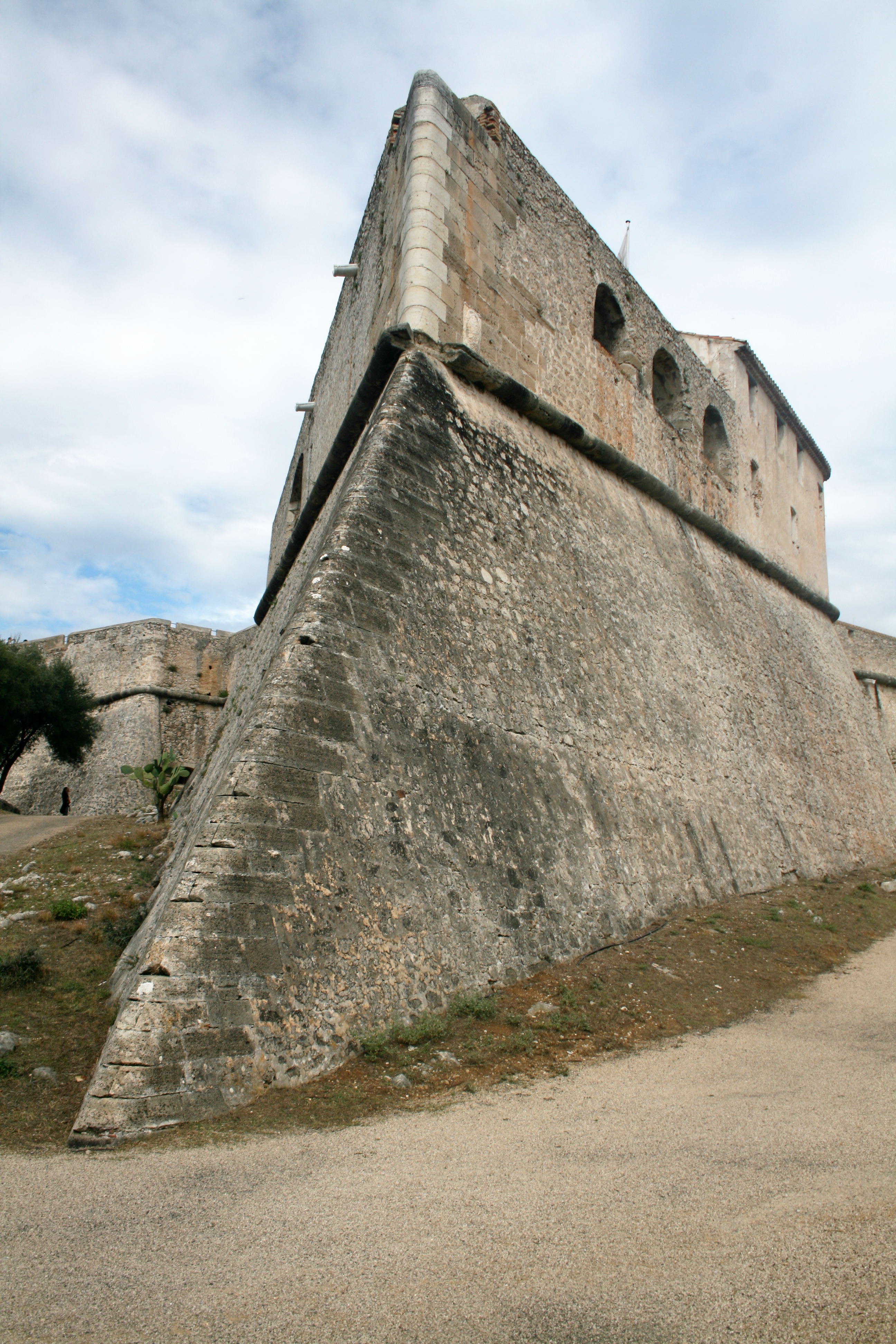
Punta del sur

## En la cultura popular
Fuerte Cuadrado fue utilizado como la fortaleza del villano en la película de James Bond, Never Say Never Again (1983)